# Siódmy braciszek
Siódmy braciszek, Tyciek – siódmy braciszek (węg. A hetedik testvér, niem. Bobo und die Hasenbande, ang. The Seventh Brother) – amerykańsko-węgiersko-niemiecki film animowany z 1991 roku w reżyserii Jenő Koltai i Tibor Hernádi. Kontynuacją filmu są Mali bohaterowie (1997).

## Fabuła
Opowieść o niesfornym szczeniaczku wabiącym się Tyciek, który pewnego razu uciekł swoim opiekunom i zagubił się w wielkiej puszczy.

## Wersja polska
Film został wydany na DVD oraz pod nazwą Tyciek – siódmy braciszek. Dystrybucja: TiM Film Studio. Wersja z angielskim dubbingiem i polskim lektorem.
- Wersja polska: ITI Film Studio
- Tekst: Dorota Filipek-Załęska
- Czytał: Maciej Gudowski

## Nagrody
- 1996: Nagroda Publiczności Lokalnej Telewizji w Kecskemét[4]